# L’Éclipse
Die Eclipse war die Nachfolgerin der Satirezeitschrift La Lune. Wie ihre Vorgängerin erschien sie wöchentlich und in Folioformat in Paris.

## Zeichner (Auswahl)
- Alphonse Lévy (1843–1918)[2]